# Алаботинское сельское поселение
Алаботинское се́льское поселе́ние — муниципальное образование в Русско-Полянском районе Омской области Российской Федерации.
Административный центр — село Алабота.

## История
Статус и границы сельского поселения установлены Законом Омской области от 30 июля 2004 года № 548-ОЗ «О границах и статусе муниципальных образований Омской области».

## Население
| 2010  | 2011  | 2012  | 2013  | 2014  | 2015  | 2016  |
| ----- | ----- | ----- | ----- | ----- | ----- | ----- |
| 1539  | ↘1533 | ↘1433 | ↘1374 | ↘1323 | ↘1296 | ↗1317 |
| 2017  | 2018  | 2019  | 2020  | 2021  | 2023  |       |
| ↘1298 | ↗1306 | ↘1275 | ↘1246 | ↘1141 | ↘1092 |       |

## Состав сельского поселения
| № | Населённый пункт | Тип населённого пункта       | Население |
| - | ---------------- | ---------------------------- | --------- |
| 1 | Алабота          | село, административный центр | ↘1051     |
| 2 | Бузан            | аул                          | ↗159      |
| 3 | Озерное          | деревня                      | ↗229      |
| 4 | Пограничное      | деревня                      | ↘160      |